# Compaq
Compaq (từ ghép của Compatibility And Quality, đôi khi được gọi là CQ trước logo cuối cùng của nó) là một công ty công nghệ thông tin của Mỹ được thành lập vào năm 1982 chuyên phát triển, bán và hỗ trợ máy tính cũng như các sản phẩm và dịch vụ liên quan. Compaq đã sản xuất một số máy tính tương thích IBM PC đầu tiên, là công ty đầu tiên thiết kế ngược hợp pháp máy tính Cá nhân IBM. Nó đã vươn lên trở thành nhà cung cấp hệ thống PC lớn nhất trong những năm 1990 trước khi bị HP soán ngôi vào năm 2001. Cố gắng theo kịp trong cuộc chiến giá cả chống lại Dell, cũng như với việc mua lại DEC đầy rủi ro, Compaq đã được HP mua lại với giá 25 tỷ đô la Mỹ vào năm 2002. Thương hiệu Compaq vẫn được HP sử dụng cho các hệ thống cấp thấp hơn cho đến năm 2013 khi nó bị ngừng sản xuất.
Công ty được Rod Canion, Jim Harris và Bill Murto, tất cả đều là cựu quản lý cấp cao của Texas Instruments thành lập. Murto (SVP bán hàng) rời Compaq vào năm 1987, trong khi Canion (chủ tịch kiêm giám đốc điều hành) và Harris (SVP kỹ thuật) rời đi sau một cuộc chấn động vào năm 1991, chứng kiến Eckhard Pfeiffer được bổ nhiệm làm chủ tịch kiêm giám đốc điều hành. Pfeiffer đã phục vụ trong suốt những năm 1990. Ben Rosen cung cấp vốn đầu tư mạo hiểm cho công ty non trẻ và giữ chức chủ tịch hội đồng quản trị trong 17 năm từ năm 1983 đến ngày 28 tháng 9 năm 2000, khi ông nghỉ hưu và được kế nhiệm bởi Michael Capellas, người giữ chức vụ chủ tịch và giám đốc điều hành cuối cùng cho đến khi sáp nhập. với HP.
Trước khi bị tiếp quản, công ty có trụ sở chính tại Quận Harris chưa hợp nhất phía tây bắc, Texas, hiện tiếp tục là cơ sở lớn nhất của HP tại Hoa Kỳ.